# 楚漢之際諸侯疆域
漢高祖元年（前206年）十月，沛公劉邦攻入關中，秦王朝覆滅。二月，項羽劃地分封滅秦有功將領、舊六國貴族及秦朝降將等18人為王。楚漢之際諸侯疆域以秦郡為基礎上劃定，連續數年混戰，期間行政區的建制少有變動。

## 各諸侯國封域
各諸侯國封域除西楚國九郡之目，西魏國與代國統領郡數有所爭議。下表郡數採納秦四十八郡說，列出周振鶴《中國行政區劃通史‧秦漢卷》及后曉榮《秦代政區地理》二書所記的各郡轄縣。
| 封國   | 封王   | 都城 | 秦郡域   | 轄縣 | 備注 |
| ------ | ------ | ---- | -------- | --- | --- |
| 西楚國 | 項羽   | 彭城 | 碭郡     | 碭縣、下邑縣、芒縣、睢陽縣、雍丘縣、外黃縣、單父縣、濟陽縣、虞縣、蒙縣、栗縣、譙縣、酇縣、爰戚縣、昌邑縣、東緡縣、菑縣、大梁縣、啟封縣、圉縣、陳留縣、襄邑縣                                                                     | 漢高帝五年（前202年）十二月項羽兵敗被殺，正月封韓信為楚王。                                                                        |
| 西楚國 | 項羽   | 彭城 | 東郡     | 濮陽縣、白馬縣、燕縣、茬平縣、都關縣、成武縣、東阿縣、觀縣、頓丘縣、東武陽縣、濟陰縣、廪丘縣、聊城縣、定陶縣、宛朐縣、酸棗縣、陽平縣、虛縣、桃林縣、曹縣、成陽縣、甄城縣、長垣縣、平丘縣、乘縣、句讀縣、清氏縣                   | 漢高帝五年（前202年）十二月項羽兵敗被殺，正月封韓信為楚王。                                                                        |
| 西楚國 | 項羽   | 彭城 | 薛郡     | 魯縣、薛縣、汶陽縣、無鹽縣、平陸縣、卞縣、承縣、蕃縣、鄒縣、滕縣、任城縣、瑕丘縣、上邳縣、亢父縣、方輿縣、胡陵縣、寧陽縣、陰平縣、建陽縣、平陽縣、剛縣、須昌縣、柴縣                                                             | 漢高帝五年（前202年）十二月項羽兵敗被殺，正月封韓信為楚王。                                                                        |
| 西楚國 | 項羽   | 彭城 | 東海郡   | 郯縣、下邳縣、海陵縣、建陵縣、蘭陵縣、繒縣、淮陰縣、凌縣、襄賁縣、廣陵縣、新東陽縣、盱眙縣、朐縣、武原縣、堂邑縣、游陽縣、東陽縣、播旌縣、贅其縣                                                                                 | 漢高帝五年（前202年）十二月項羽兵敗被殺，正月封韓信為楚王。                                                                        |
| 西楚國 | 項羽   | 彭城 | 四川郡   | 沛縣、留縣、蕭縣、彭城縣、下相縣、徐縣、取慮縣、相縣、僮縣、下蔡縣、傅陽縣、厹猶縣、山桑縣、呂縣、虹縣、符離縣、銍縣、蔪縣、城父縣、豐縣、平阿縣、竹邑縣、菑丘縣、郚縣、戚縣                                                     | 漢高帝五年（前202年）十二月項羽兵敗被殺，正月封韓信為楚王。                                                                        |
| 西楚國 | 項羽   | 彭城 | 淮陽郡   | 陳縣、長平縣、新郪縣、南頓縣、新蔡縣、陽夏縣、柘縣、平輿縣、陽安縣、苦縣、固陵縣、寧陵縣、細陽縣、新陽縣、項縣、上蔡縣、安陽縣、郎陵縣、西平縣、汝陽縣、汝陰縣、慎縣、榆縣、陘山縣、成陽縣、召陵縣、寢縣、安陵縣                 | 漢高帝五年（前202年）十二月項羽兵敗被殺，正月封韓信為楚王。                                                                        |
| 西楚國 | 項羽   | 彭城 | 南陽郡   | 宛縣、胡陽縣、陽成縣、魯陽縣、犨縣、雉縣、葉縣、比陽縣、樂成縣、隨縣、蔡陽縣、酇縣、鄧縣、穰縣、酈縣、新野縣、析縣、平氏縣、丹水縣、南陵縣、博望縣、陰縣、新陰縣、復縣、新都縣、山都縣、筑陽縣                                   | 漢高帝五年（前202年）十二月項羽兵敗被殺，正月封韓信為楚王。                                                                        |
| 西楚國 | 項羽   | 彭城 | 會稽郡   | 吳縣、烏程縣、延陵縣、海鹽縣、錢塘縣、山陰縣、丹徒縣、浙江縣、富春縣、餘杭縣、由拳縣、諸暨縣、烏傷縣、太末縣、句章縣、餘姚縣、上虞縣、婁縣、陽羨縣、曲阿縣、鄞縣                                                                 | 漢高帝五年（前202年）十二月項羽兵敗被殺，正月封韓信為楚王。                                                                        |
| 西楚國 | 項羽   | 彭城 | 鄣郡     | 秣陵縣、丹陽縣、江乘縣、黟縣、歙縣、邳鄣縣 | 漢高帝五年（前202年）十二月項羽兵敗被殺，正月封韓信為楚王。                                                                        |
| 漢國   | 劉邦   | 南鄭 | 漢中郡   | 南鄭縣、房陵縣、西成縣、成固縣、沮縣、武陵縣、白水縣、上庸縣、錫縣、甸陽縣、安陽縣、長利縣、故道縣、鄖陽縣、荊山道 | |
| 漢國   | 劉邦   | 南鄭 | 蜀郡     | 成都縣、郫縣、嚴道縣、雒縣、臨邛縣、武陽縣、湔氐道、南安縣、新都縣、綿虒道、青衣道、梓潼縣、陰平道、涪縣、甸氐道、葭萌縣、陽陵縣、資中縣、郪縣、邛縣                                                                             | |
| 漢國   | 劉邦   | 南鄭 | 巴郡     | 江州縣、枳縣、朐忍縣、宕渠縣、臨江縣、涪陵縣、安漢縣、江陽縣、魚縣、僰道、閬中縣、墊江縣 | |
| 雍國   | 章邯   | 廢丘 | 內史     | 廢丘縣、斄縣、美陽縣、好畤縣、漆縣、杜陽縣、槐里縣、汧縣、雍縣、虢縣、郿縣 | 漢高祖二年（前205年）七月滅雍國，以其地置中地郡。                                                                                  |
| 雍國   | 章邯   | 廢丘 | 隴西郡   | 臨洮縣、西縣、成紀縣、下辨縣、冀縣、上邽縣、狄道縣、獂道縣、綿諸縣、蘭干縣、略陽縣、襄武縣、薄道、予道、武都道、戎道、辨道、阿陽縣、氐道縣、平樂縣、枹罕縣、羌道、榆中縣                                                         | |
| 雍國   | 章邯   | 廢丘 | 北地郡   | 義渠縣、烏氏縣、朝那縣、陰密縣、泥陽縣、昫衍縣、涇陽縣、方渠縣、除道、郁郅縣、安武縣、昫衍道、歸德縣、鹵縣、彭陽縣、略畔縣、長武縣                                                                                               | |
| 塞國   | 司馬欣 | 櫟陽 | 內史     | 咸陽縣、頻陽縣、重泉縣、寧秦縣、下邽縣、櫟陽縣、高陵縣、杜縣、芷陽縣、雲陽縣、臨晉縣、旬邑縣、麗邑縣、胡縣、上雒縣、藍田縣、商縣、衙縣、武城縣、郃陽縣、戲縣、酆縣、懷德縣、鄭縣、夏陽縣、船司空縣、翟道縣、弋陽縣、徵縣、陳倉縣 | 漢高祖元年（前206年）八月滅塞國，以其地置渭南郡及河上郡。                                                                          |
| 翟國   | 董翳   | 高奴 | 上郡     | 高奴縣、原都縣、徒涇縣、膚施縣、廣衍縣、陽周縣、平都縣、饒縣、平陸縣、定陽縣、西都縣、襄洛縣、高望縣、平周縣、雕陰道、中陽縣、洛都縣、雕陰縣、圜陽縣、白土縣、武庫縣、漆垣縣、定陽縣、博陵縣、富昌縣                             | 漢高祖元年（前206年）八月滅翟國，地入為漢郡。                                                                                      |
| 西魏國 | 魏豹   | 平陽 | 河東郡   | 安邑縣、臨汾縣、汾陰縣、垣縣、蒲反縣、平陽縣、楊縣、絳縣、皮氏縣、蒲子縣、彘縣、濩澤縣、北屈縣、底柱縣、左邑縣、新襄陵縣、風縣、猗氏縣、土軍縣                                                                                   | 漢高祖二年（前205年）三月滅西魏國，地入為漢郡。                                                                                    |
| 西魏國 | 魏豹   | 平陽 | 上黨郡   | 長子縣、壺關縣、余吾縣、端氏縣、潞縣、涅縣、銅鞮縣、襄垣縣、屯留縣、泫氏縣、陭氏縣、高都縣、涉縣、閼於縣 | 漢高祖二年（前205年）三月滅西魏國，地入為漢郡。                                                                                    |
| 河南國 | 申陽   | 洛陽 | 三川郡   | 雒陽縣、滎陽縣、岐縣、新城縣、盧氏縣、緱氏縣、陝縣、宜陽縣、新安縣、卷縣、陽武縣、平陰縣、京縣、成皋縣、梁縣、鞏縣、黽池縣、華陽縣、焦縣、河南縣、中牟縣、穀城縣、倫氏縣                                                         | 漢高祖二年（前205年）十月滅河南國，以其地置河南郡。                                                                                |
| 韓國   | 韓成   | 陽翟 | 潁川郡   | 陽翟縣、新父城縣、昆陽縣、舞陽縣、鄢陵縣、郟縣、成安縣、潁陰縣、潁陽縣、襄城縣、新襄城縣、許縣、陽城縣、長社縣、大騩縣、新鄭縣、尉氏縣、郾縣、定陵縣、閑陽縣、密縣、苑陵縣、應縣                                                 | 漢高祖元年（前206年）項羽殺韓成，立鄭昌為韓王。次年（前205年）鄭昌降漢，劉邦立韓王信為韓王。                                       |
| 殷國   | 司馬卬 | 朝歌 | 河內郡   | 懷縣、溫縣、軹縣、武德縣、曲陽縣、修武縣、邢丘縣、野王縣、共縣、山陽縣、朝歌縣、汲縣、河陽縣、蕩陰縣、隆慮縣、安陽縣、州縣、內黃縣、繁陽縣                                                                                       | 漢高祖二年（前205年）三月滅殷國，以其地置河內郡。                                                                                  |
| 代國   | 趙歇   | 代   | 代郡     | 代縣、當城縣、新平舒縣、鹵城縣、廣昌縣、參合縣、班氏縣、延陵縣、平邑縣、東安陽縣、原陽縣、高柳縣 | 漢高祖二年（前205年）十月，趙歇改任趙王，立陳餘為代王。明年十月漢滅代國，地入漢郡。                                                |
| 代國   | 趙歇   | 代   | 太原郡   | 晉陽縣、霍人縣、慮虒縣、中都縣、祁縣、茲氏縣、榆次縣、平陶縣、上艾縣、離石縣、藺縣、大陵縣、陽曲縣、鄔縣、隰縣、狼孟縣、沂陽縣、皋狼縣、陽邑縣、盂縣、界休縣、廣武縣                                                             | 漢高祖二年（前205年）十月，趙歇改任趙王，立陳餘為代王。明年十月漢滅代國，地入漢郡。                                                |
| 代國   | 趙歇   | 代   | 雁門郡   | 善無縣、平城縣、繁畤縣、崞縣、馬邑縣、樓煩縣、埒縣、新城縣、沃陽縣、汪陶縣 | 漢高祖二年（前205年）十月，趙歇改任趙王，立陳餘為代王。明年十月漢滅代國，地入漢郡。                                                |
| 代國   | 趙歇   | 代   | 雲中郡   | 雲中縣、西安陽縣、九原縣、沙陵縣、武泉縣、南輿縣、曼柏縣、莫䵣縣、襄陰縣、咸陽縣、原陽縣、北輿縣、河陰縣、楨陵縣、稒陽縣、駱縣、武都縣                                                                                           | 漢高祖二年（前205年）十月，趙歇改任趙王，立陳餘為代王。明年十月漢滅代國，地入漢郡。                                                |
| 恒山國 | 張耳   | 襄國 | 邯鄲郡   | 邯鄲縣、柏人縣、鄗縣、武安縣、信都縣、易陽縣、鄴縣、廣平縣、陰安縣、魏縣、武始縣 | 漢高帝二年（前205年）十月改為趙國，趙歇任趙王。三年（前204年）漢滅趙國，立張耳為趙王。                                             |
| 恒山國 | 張耳   | 襄國 | 恆山郡   | 東垣縣、封斯縣、奴盧縣、南行唐縣、寧壽縣、九門縣、上曲陽縣、井徑縣、平臺縣、新處縣、石邑縣、曲逆縣、北平縣、苦徑縣、望都縣、房子縣、樂陰縣、宜安縣、壽陵縣、元氏縣、安國縣、唐縣                                                 | 漢高帝二年（前205年）十月改為趙國，趙歇任趙王。三年（前204年）漢滅趙國，立張耳為趙王。                                             |
| 恒山國 | 張耳   | 襄國 | 清河郡   | 東武城縣、厝縣、南宮縣、觀津縣、東陽縣、鉅鹿縣、宋子縣、楊氏縣、下曲陽縣、清陽縣、成襄縣、平襄縣、任縣、下博縣、武邑縣 | 漢高帝二年（前205年）十月改為趙國，趙歇任趙王。三年（前204年）漢滅趙國，立張耳為趙王。                                             |
| 恒山國 | 張耳   | 襄國 | 河間郡   | 樂成縣、章武縣、高陽縣、平舒縣、中邑縣、武垣縣、南皮縣、饒陽縣、安平縣、文安縣、鄚縣、阿武縣 | 漢高帝二年（前205年）十月改為趙國，趙歇任趙王。三年（前204年）漢滅趙國，立張耳為趙王。                                             |
| 九江國 | 英布   | 六   | 九江郡   | 壽春縣、陰陵縣、舒縣、灊縣、六縣、歷陽縣、曲陽縣、安豐縣、東城縣、鍾離縣、雩婁縣、居巢縣、建陽縣 | 漢高帝四年（前203年）七月改封英布為淮南王。                                                                                        |
| 九江國 | 英布   | 六   | 廬江郡   | 新淦縣、鄡陽縣、番陽縣、南昌縣、餘汗縣、南野縣、廬陵縣、安平縣 | 漢高帝四年（前203年）七月改封英布為淮南王。                                                                                        |
| 衡山國 | 吳芮   | 邾   | 衡山郡   | 邾縣、期思縣、弋陽縣、鄂縣 | 漢高帝五年（前202年）地入淮南國。                                                                                                  |
| 臨江國 | 共敖   | 江陵 | 南郡     | 江陵縣、竟陵縣、夷陵縣、鄢縣、安陸縣、西陵縣、芰江縣、沙羨縣、醴陽縣、秭歸縣、夷道縣、臨沮縣、州陵縣、下雋縣、孱陵縣、銷縣、當陽縣、酈邑縣、郢縣、左雲夢縣、右雲夢縣、鄀縣、伊廬縣、邔縣、巫縣                                   | 後卒，子共驩立。漢高帝五年（前202年）十二月滅臨江國，二月封吳芮為長沙王。                                                          |
| 臨江國 | 共敖   | 江陵 | 蒼梧郡   | 臨湘縣、羅縣、益陽縣、艾縣、醴陵縣、郴縣、零陵縣、攸縣、洮陽縣、冷道縣、南平縣、桂陽縣、營浦縣、舂陵縣、觀陽縣、齕道縣、蒼梧縣、耒陽縣                                                                                           | 後卒，子共驩立。漢高帝五年（前202年）十二月滅臨江國，二月封吳芮為長沙王。                                                          |
| 臨江國 | 共敖   | 江陵 | 洞庭郡   | 沅陵縣、臨沅縣、酉陽縣、無陽縣、遷陵縣、零陵縣、辰陽縣、索縣、門淺縣、上衍縣、新武陵縣、沅陽縣、陽陵縣、昆陽邑、竟陵縣 | 後卒，子共驩立。漢高帝五年（前202年）十二月滅臨江國，二月封吳芮為長沙王。                                                          |
| 遼東國 | 韓廣   | 無終 | 右北平郡 | 無終縣、昌城縣、夕陽縣、薋縣、廣成縣、白狼縣、徐無縣、字縣、廷陵縣、石城縣 | 漢高帝元年（前206年）八月燕王臧荼滅遼東國，併其國。                                                                                |
| 遼東國 | 韓廣   | 無終 | 遼西郡   | 令支縣、肥如縣、陽樂縣、徒河縣、柳城縣、安平縣、海陽縣 | 漢高帝元年（前206年）八月燕王臧荼滅遼東國，併其國。                                                                                |
| 遼東國 | 韓廣   | 無終 | 遼東郡   | 襄平縣、險犢縣、候城縣 | 漢高帝元年（前206年）八月燕王臧荼滅遼東國，併其國。                                                                                |
| 燕國   | 臧荼   | 薊   | 廣陽郡   | 薊縣、易縣、涿縣、范陽縣、良鄉縣、容城縣、成縣、方城縣、安次縣 | |
| 燕國   | 臧荼   | 薊   | 上谷郡   | 夷輿縣、且居縣、沮陽縣、軍都縣、寧城縣、上蘭縣、居庸縣、潘縣、茹縣、下落縣 | |
| 燕國   | 臧荼   | 薊   | 漁陽郡   | 漁陽縣、泉州縣、白檀縣 | |
| 膠東國 | 田市   | 即墨 | 即墨郡   | 即墨縣、黃縣、腄縣、高密縣、下密縣、平壽縣、都昌縣、夜縣、昌陽縣、昌武縣、東牟縣、魏其縣、臨朐縣、新城縣、淳于縣、瓡縣、故幕縣                                                                                                   | 漢高帝元年（前206年）六月為齊王田榮所滅，併其國。                                                                                  |
| 齊國   | 田都   | 臨淄 | 臨淄郡   | 臨淄縣、東安平縣、狄城縣、臨朐縣、繆城縣、博昌縣、樂安縣、千乘縣、昌國縣、高宛縣 | 漢高帝元年（前206年）五月，田榮起兵反抗項羽，敗田都自立為齊王。後卒，弟田橫立。四年（前203年）十一月漢將韓信滅齊國，隔年立為齊王。 |
| 齊國   | 田都   | 臨淄 | 琅邪郡   | 琅邪縣、高陽縣、東武縣、邞縣、陽都縣、贛榆縣、 、費縣、莒縣、不其縣、箕縣、南武縣、莒陽縣 | 漢高帝元年（前206年）五月，田榮起兵反抗項羽，敗田都自立為齊王。後卒，弟田橫立。四年（前203年）十一月漢將韓信滅齊國，隔年立為齊王。 |
| 濟北國 | 田安   | 博陽 | 濟北郡   | 東平陵縣、般陽縣、梁鄒縣、於陵縣、高櫟縣、盧縣、千童縣、平原縣、蓍縣、嬴縣、樂陵縣、漯陰縣、鬲縣、博城縣、高成縣、浮陽縣、泰山縣、平陽縣、歷城縣                                                                                 | 漢高帝元年（前206年）七月為齊王田榮所滅，併其國。                                                                                  |

## 注解
1. 1 2 3 4 5 6 7 8 9 10 11 12 13 14 15 16 17 18 19 20 21 22 23 24 25 26 27 28 29 30 31 32 33  曉榮《秦代政區地理》無此縣。
2. ↑  后曉榮《秦代政區地理》作「穀縣」。
3. ↑  譚其驤《中國歷史地圖集‧秦代》作「城陽」。
4. ↑  后曉榮《秦代政區地理》誤作「平邱」。
5. ↑  譚其驤《中國歷史地圖集‧秦代》作「方與」。
6. ↑  曉榮《秦代政區地理》無此郡。
7. 1 2 3 4 5  曉榮《秦代政區地理》作會稽郡領縣。
8. ↑  疑即譚其驤《中國歷史地圖集‧秦代》的「鄣縣」，后曉榮《秦代政區地理》列為待考縣份。
9. ↑  曉榮《秦代政區地理》作蜀郡領縣。
10. 1 2  曉榮《秦代政區地理》作蜀郡領縣。
11. ↑  曉榮《秦代政區地理》無此縣，王偉《秦璽‧印封泥職官地理研究》以此道為漢中郡屬縣。
12. ↑  曉榮《秦代政區地理》作「江縣」。
13. ↑  曉榮《秦代政區地理》作「邸道」。
14. ↑  曉榮《秦代政區地理》作新秦中領縣。
15. ↑  曉榮《秦代政區地理》作新秦中領縣。
16. ↑  曉榮《秦代政區地理》作新秦中領縣。
17. ↑  曉榮《秦代政區地理》作碭郡領縣。
18. ↑  譚其驤《中國歷史地圖集‧秦代》作「河雍」。
19. 1 2 3 4 5 6 7 8  曉榮《秦代政區地理》作九原郡領縣。
20. 1 2 3 4 5 6 7 8 9 10  曉榮《秦代政區地理》作鉅鹿郡領縣。
21. ↑  曉榮《秦代政區地理》作衡山郡領縣。
22. 1 2  后曉榮《秦代政區地理》作洞庭郡屬縣。
23. 1 2 3 4 5 6  曉榮《秦代政區地理》作長沙郡領縣。
24. ↑  曉榮《秦代政區地理》作膠東郡。
25. 1 2 3 4 5 6 7 8  曉榮《秦代政區地理》作膠西郡領縣。
26. 1 2 3 4 5  曉榮《秦代政區地理》作城陽郡領縣。
27. 1 2 3 4 5 6 7 8 9  曉榮《秦代政區地理》作泰山郡領縣。
28. ↑   註:

### 書籍
- 后曉榮，《秦代政區地理》，2009年，社會科學文獻出版社。ISBN：9787509705704
- 周振鶴，《中國行政區劃通史‧秦漢卷》，2016年，復旦大學出版社。ISBN：9787309111613

### 地圖
- 譚其驤，《中國歷史地圖集》（正體字版），臺北：曉園出版社，1990